# Rajya Sabha
De Rajya Sabha (Raad van (de) Staten) is het hogerhuis van het parlement van India. De regeringen van Indiase staten en territoria kiezen 233 leden in de Rajya Sabha en de president benoemt er een extra 12. De leden van de Rajya Sabha dienen een termijn van zes jaar. Iedere twee jaar wordt een derde van de kamer opnieuw gekozen.
Een bekend lid van het hogerhuis was de musicus Ravi Shankar (1920-2012), die zitting had van 1986 tot 1992.